# ČRo Olomouc
ČRo Olomouc – regionalna rozgłośnia radia Český rozhlas nadająca swój program z Ołomuńca na obszar kraju ołomunieckiego.
Lokalizacje stacji nadawczych:
- Lipník nad Bečvou /Helfštýn – 0,1 kW – 88,7 MHz
- Ołomuniec /Radíkov – 0,8 kW – 92,8 MHz
- Hulín /Holý kopec – 1 kW – 101,6 MHz
- Jeseník /Pradziad – 20 kW – 106,8 MHz – zasięg nadajnika obejmuje obszar Polski, tj. Dolny Śląsk, Śląsk Opolski oraz Śląsk